# Josefine Karoline von Fürstenberg-Stammheim
Josefine Karoline von Fürstenberg-Stammheim (* 7. März 1835 in Bonn; † 17. September 1895 in Raderberg) war eine deutsche Benediktinerin und Klostergründerin.

## Leben und Werk

### Osnabrück
Karoline von Fürstenberg-Stammheim war die Tochter des Großgrundbesitzers Franz Egon von Fürstenberg-Stammheim (1797–1859) und seiner Ehefrau Paula von Romberg-Brünninghausen (1805–1891). Sie wuchs als zweites von sechs Kindern in Köln auf. 1857 trat sie im Alter von 22 Jahren in Osnabrück in das Kloster der Benediktinerinnen vom Heiligsten Sakrament ein und nahm den Ordensnamen Josefine vom Göttlichen Willen an. 

### Bonn
Sie wechselte in das 1857 in der Bonner Innenstadt (im ehemaligen Kapuzinerkloster) gegründete Benediktinerinnenkloster, das von ihrer Großmutter Karoline von Romberg geb. Boeselager-Heessen (1777–1857) gestiftet worden war, und legte dort im Dezember 1858 die Profess ab. Als Novizenmeisterin wurde sie 1863 im Alter von 28 Jahren zur Oberin (Priorin) gewählt.

### Viersen und Tegelen
1872–1874 gründete sie eine Niederlassung in Viersen und übernahm dieses im Januar 1875 selbständig gewordene Kloster als Oberin (Nachfolgerin in Bonn wurde bis 1920 Berta Theophila Freundt). Im Mai des gleichen Jahres wurde Kloster Viersen durch die preußischen Kulturkampfgesetze zur Auswanderung gezwungen und gründete das heute noch bestehende Kloster Nazareth (De Oude Munt) in Tegelen. 

### Köln
1890 wechselte Mutter Josefine mit 13 Tegeler Schwestern in die Domstraße nach Köln, um von dort aus eigenem Vermögen das Herz-Jesu-Kloster in Köln-Raderberg (Brühler Str. 74) errichten zu lassen, in das sie mit ihrem Konvent im August 1895 umzog. Sie starb drei Wochen später und wurde in dem heute noch bestehenden Kloster beigesetzt.